# Armée canadienne
Vous lisez un « bon article » labellisé en 2011.  Il fait partie d'un « bon thème ».
L'Armée canadienne (en anglais : Canadian Army) est le commandement des Forces armées canadiennes de Sa Majesté (FAC) responsable des opérations militaires terrestres au Canada et à l'étranger. Avec l'Aviation royale du Canada et la Marine royale canadienne, il s'agit de l'un des trois commandements environnementaux des FAC.
L'Armée canadienne est la plus grande branche des Forces armées canadiennes, avec un effectif total de 40 100 soldats en 2016 en plus de 4 100 civils. Son principal rôle est de développer et de maintenir des forces terrestres aptes à accomplir les besoins en défense et à servir les intérêts canadiens. Elle a des bases dans l'ensemble du pays et est responsable pour la Réserve de l'Armée, la plus grande composante de la Première Réserve. Le chef d'état-major de l'Armée canadienne est le lieutenant-général Michael Wright, et ses quartiers généraux sont localisés avec les quartiers généraux de la Défense nationale à Ottawa, en Ontario.
Avant 1940, les forces terrestres étaient connues sous le nom de Milice canadienne. Le nom d'« Armée canadienne » devint officiel en 1940 dans la foulée de la Seconde Guerre mondiale. En 1966, en préparation pour l'unification des trois éléments en 1968, toutes les forces terrestres furent placées sous le Commandement mobile. Ainsi, depuis 1968, l'Armée canadienne n'est plus une entité légale distincte de l'Aviation royale du Canada et de la Marine royale canadienne. En 1975, les forces terrestres furent placées sous le Commandement des forces mobiles lors de l'assignation des unités aériennes tactiques au Commandement de la Force aérienne récemment créé. En 1993, lors d'une réorganisation des Forces canadiennes, il fut renommé en Commandement des Forces terrestres. En 2011, il ré-adopta le nom d'Armée canadienne (un faux-ami déjà en 1940 au lieu de la traduction exacte de: Armée de terre canadienne). Le mot français « armée » signifie « forces armées », donc inclut la marine de guerre et l'armée de l'air (termes utilisés par d'autres pays francophones) et non seulement les forces terrestres (traduit en anglais par army).
L'Armée canadienne comprend six types d'unité : l'infanterie, l'artillerie, l'arme blindée, le génie de combat, le soutien au combat et les transmissions. Elle comprend des militaires de la Force régulière qui travaillent à temps plein et de la Première réserve qui travaillent surtout à temps partiel. Les unités de l'Armée sont réparties au sein de six formations. L'Armée comprend trois groupes-brigades mécanisés réguliers et dix groupes-brigades de réserve. Les unités en mission opérationnelle sont placées sous le Commandement des opérations interarmées du Canada et sont généralement organisées en groupements tactiques formés autour de l'un des bataillons des trois régiments réguliers d'infanterie, le Princess Patricia's Canadian Light Infantry, le Royal 22e Régiment et le Royal Canadian Regiment, pour les missions outremers de grande envergure.

## Rôle
La mission de l'Armée canadienne est de maintenir les forces terrestres canadiennes aptes à répondre efficacement aux besoins en défense du Canada et aux missions des Forces armées canadiennes. Ces dernières sont de protéger la souveraineté du Canada et ses intérêts, de défendre l'Amérique du Nord en coopération avec les États-Unis et de promouvoir la paix mondiale en participant à des missions à l'étranger. Au sein de l'Armée canadienne, ces missions se définissent spécifiquement par la protection du Canada en effectuant de la surveillance terrestre, par l'aide aux autorités civiles en cas de besoin et par le soutien des intérêts canadiens à l'étranger en fournissant des soldats pour les déploiements,.
Le principal rôle de l'Armée canadienne est en fait de développer et de maintenir des forces efficaces au combat prêtes à répondre à ces objectifs,. L'Armée canadienne participe à des missions sous l'égide de l'Organisation des Nations unies et de l'Organisation du traité de l'Atlantique nord en plus de missions d'aide humanitaire,,. Par exemple, entre 2000 et 2002, le Canada a maintenu entre 3 000 et 4 000 soldats en mission à l'extérieur du Canada.

## Structure

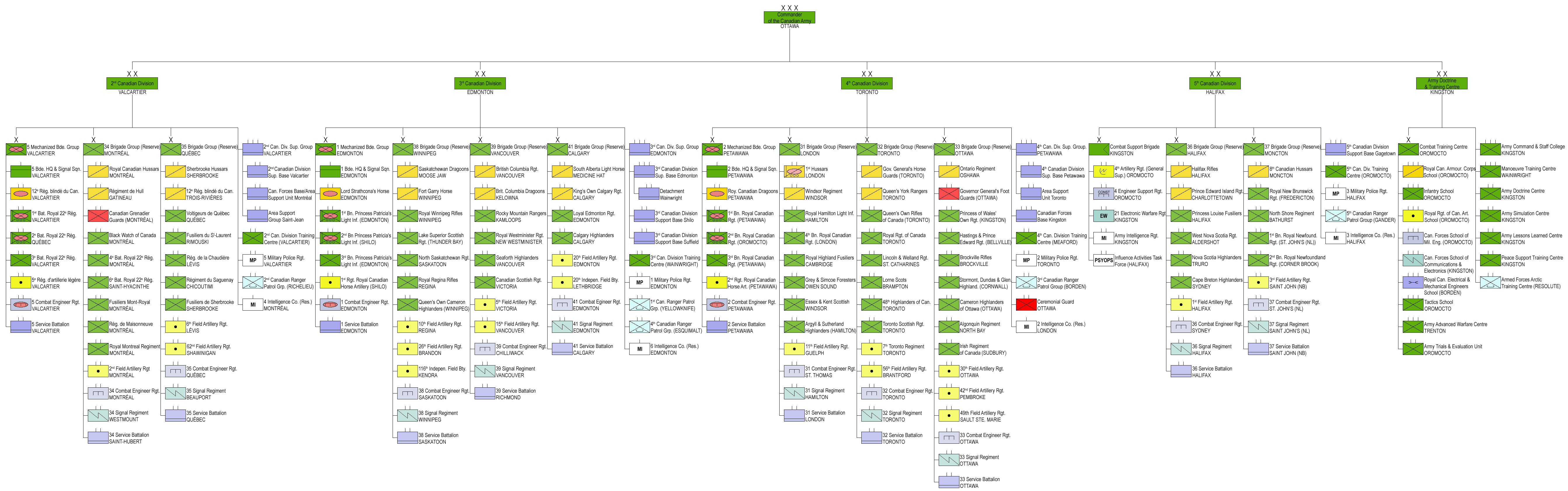
Organigramme de l'Armée canadienne.
Agrandissez cette image.

Le commandant de l'Armée est nommé le chef d'état-major de l'Armée canadienne et est présentement le lieutenant-général Michael Wright. Les quartiers généraux de l'Armée sont situés à même les quartiers généraux de la Défense nationale à Ottawa, la capitale du Canada. L'effectif de l'armée de terre est le plus important des trois éléments des FAC avec 22 800 soldats réguliers, 17 300 réservistes et 4 100 civils,,,. Le nombre de femmes dans l'Armée est de plus de 1 100 ; cependant, elles sont moins de 200 dans les armes de combat. L'Armée comprend six types d'unité : l'infanterie, l'artillerie, l'arme blindée, le génie de combat, le soutien au combat et les transmissions. Les quatre premiers sont appelés « armes de combat ».
L'Armée canadienne est divisée en six formations : cinq divisions en plus du Centre de doctrine et d’instruction de l’Armée canadienne. Les 2e, 3e, 4e et 5e Division du Canada sont des commandements opérationnels correspondant à une région géographique du Canada, respectivement le Québec, l'Ouest canadien, l'Ontario et les provinces atlantiques. La 1re Division du Canada est quant à elle composée d'unités déployables et est notamment responsable pour les opérations d'évacuation de non-combattants et les déploiements en cas de catastrophe. Ses quartiers généraux sont situés à Kingston en Ontario. De son côté, le Centre de doctrine et d’instruction de l’Armée canadienne comprend des unités responsables pour l'instruction et la formation réparties au travers du Canada et est également dirigé à partir de Kingston. La 1re Division du Canada et le Centre de doctrine et d’instruction de l’Armée canadienne sont commandés par des major-généraux tandis que les autres divisions sont commandées par un brigadier-général.
L'Armée canadienne comprend trois groupes-brigades mécanisés au sein de la Force régulière et dix groupes-brigades au sein de la Première réserve, répartis dans une centaine de localités au Canada,,,. Chaque groupe-brigade mécanisé est composé de trois bataillons d'infanterie (deux mécanisés et un léger), d'un régiment blindé, d'un régiment d'artillerie, d'un régiment de génie de combat, d'un escadron de reconnaissance et des unités de soutien au combat et logistique,. En dehors des groupes-brigades, la Force régulière de l'Armée canadienne comprend également un régiment d'appui du génie, un régiment de défense antiaérienne et un régiment de guerre électronique. La Première réserve comprend 51 bataillons d'infanterie, 17 unités de reconnaissance, 17 unités d'artillerie, 12 unités du génie, 19 unités de logistique, 4 unités de renseignement et 4 unités de police militaire. De plus, l'Armée a la responsabilité des Rangers canadiens qui garantissent une présence militaire dans le Nord canadien et les endroits isolés du Canada,. Les Rangers sont divisés en 164 groupes de patrouille.
Un bataillon d'infanterie est divisé en compagnies qui sont commandées par un major. Les compagnies sont divisées en trois pelotons ou plus qui sont commandés par un lieutenant. Un peloton comprend trois sections de huit fantassins commandées par un sergent. La structure du génie de combat suit sensiblement la même que celle de l'infanterie à l'exception que les régiments sont les unités opérationnelles ; il n'y a donc pas de bataillon. Dans le génie de combat, les compagnies sont appelées « escadrons » et les pelotons sont appelés « troupes ». De son côté, l'arme blindée utilise la même terminologie que le génie de combat, mais a une structure un peu différente. Les troupes blindées comprennent 16 soldats au lieu de 36 et les escadrons comprennent quatre troupes. Les métiers de soutien au combat utilisent la même terminologie que l'infanterie, mais ont une structure différente et un effectif réparti autrement pour répondre spécifiquement à leurs besoins. Pour une mission, une équipe de combat est formée avec au moins une compagnie d'infanterie et un escadron de chars pour un total d'environ 250 soldats. Chaque équipe de combat est commandée par un major. Un groupement tactique est formé avec deux équipes de combat en plus d'artilleurs et d'ingénieurs de combat pour un total d'environ 750 soldats. Le groupement tactique peut également comprendre des éléments de l'Aviation royale du Canada et des éléments de soutien au combat. Cependant, la structure d'un groupement tactique est flexible et est organisée en fonction de la mission à exécuter. Un groupement tactique est généralement commandé par un lieutenant-colonel.
Les unités de l'Armée sont réparties sur sept grandes bases des Forces canadiennes (BFC) : Gagetown au Nouveau-Brunswick, Valcartier au Québec, Kingston et Petawawa en Ontario, Shilo au Manitoba ainsi qu'Edmonton en Alberta.

### 2eDivision du Canada

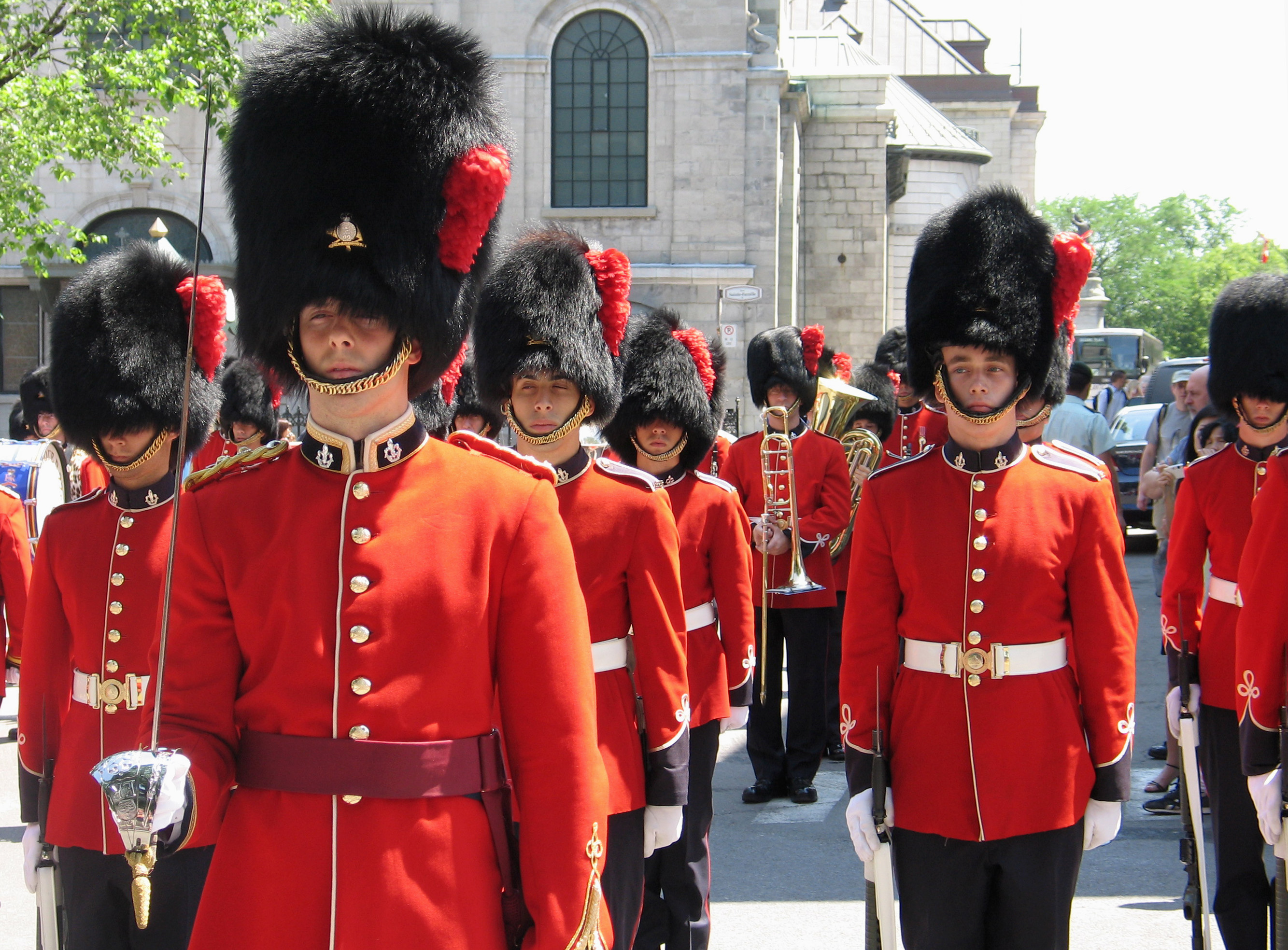
Soldats du Royal 22e Régiment paradant à Québec.

La 2e Division du Canada est responsable des unités de l'Armée situées au Québec réparties en quatre formations principales. Ses quartiers généraux sont situés à Montréal,. Les unités de la Force régulière de la 2e division font partie du 5e Groupe-brigade mécanisé du Canada basé sur la BFC Valcartier. Le secteur a également la responsabilité de 24 unités de la Première réserve réparties en deux groupes-brigades.
| Unité                                     | Type                               | Base                |
| ----------------------------------------- | ---------------------------------- | ------------------- |
| 1er Bataillon du Royal 22e Régiment       | Infanterie mécanisée               | BFC Valcartier      |
| 2e Bataillon du Royal 22e Régiment        | Infanterie mécanisée               | Citadelle de Québec |
| 3e Bataillon du Royal 22e Régiment        | Infanterie légère et parachutistes | BFC Valcartier      |
| 5e Régiment d'artillerie légère du Canada | Artillerie                         | BFC Valcartier      |
| 12e Régiment blindé du Canada             | Blindé                             | BFC Valcartier      |
| 5e Régiment du génie de combat            | Génie de combat                    | BFC Valcartier      |
| 5e Bataillon des services du Canada       | Bataillon des services             | BFC Valcartier      |

### 3eDivision du Canada

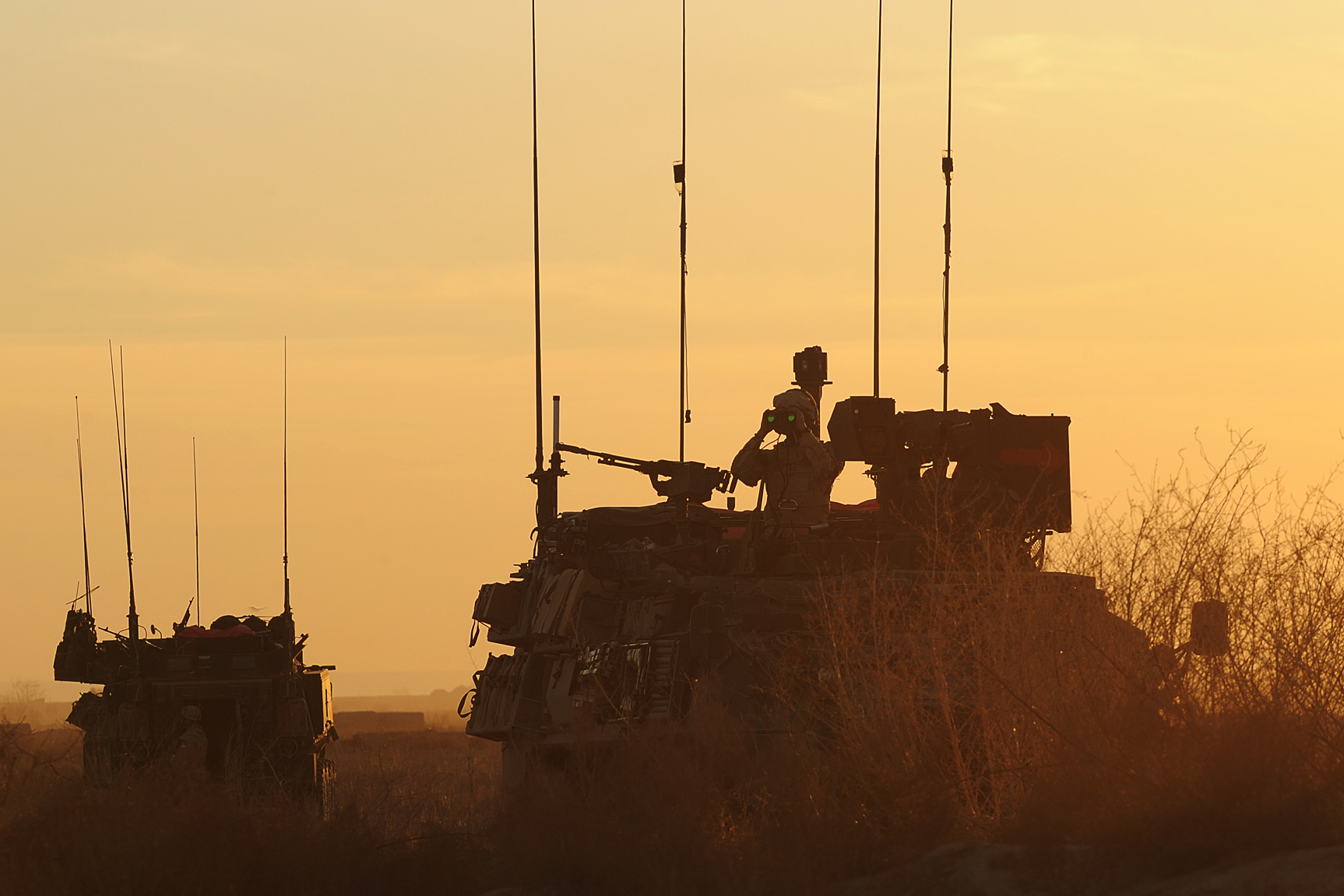
Patrouille du 1er Bataillon du Princess Patricia's Canadian Light Infantry en VBL III en Afghanistan en 2010.

La 3e Division du Canada (3e Div Can) est responsable des unités de l'armée situées dans l'Ouest de l'Ontario, au Manitoba, en Saskatchewan, en Alberta et en Colombie-Britannique. Il comprend un groupe-brigade mécanisé régulier et trois groupes-brigades de réserve,. Le secteur comprend également un groupe de patrouille des rangers. L'effectif du secteur est de plus de 6 000 réguliers, 5 700 réservistes et 1 200 civils.
| Unité                                                        | Type                               | Base         |
| ------------------------------------------------------------ | ---------------------------------- | ------------ |
| 1er Bataillon du Princess Patricia's Canadian Light Infantry | Infanterie mécanisée               | BFC Edmonton |
| 2e Bataillon du Princess Patricia's Canadian Light Infantry  | Infanterie mécanisée               | BFC Shilo    |
| 3e Bataillon du Princess Patricia's Canadian Light Infantry  | Infanterie légère et parachutistes | BFC Edmonton |
| 1er Régiment de la Royal Canadian Horse Artillery            | Artillerie                         | BFC Shilo    |
| Lord Strathcona's Horse (Royal Canadians)                    | Blindé                             | BFC Edmonton |
| 1 Combat Engineer Regiment                                   | Génie de combat                    | BFC Edmonton |

### 4eDivision du Canada
La 4e Division du Canada (4e Div Can) est responsable des unités de l'Armée située en Ontario. La 4e Div Can emploie 5 000 réguliers, 5 500 réservistes et 1 200 civils. Ses quartiers généraux sont situés à Toronto.
| Unité                                            | Type                               | Base         |
| ------------------------------------------------ | ---------------------------------- | ------------ |
| 1er Bataillon du Royal Canadian Regiment         | Infanterie mécanisée               | BFC Petawawa |
| 3e Bataillon du Royal Canadian Regiment          | Infanterie légère et parachutistes | BFC Petawawa |
| 2e Régiment de la Royal Canadian Horse Artillery | Artillerie                         | BFC Petawawa |
| The Royal Canadian Dragoons                      | Blindé                             | BFC Petawawa |
| 2 Combat Engineer Regiment                       | Génie de combat                    | BFC Petawawa |
| 21e Régiment de guerre électronique              | Guerre électronique                | BFC Kingston |

### 5eDivision du Canada
La 5e Division du Canada (5e Div Can) est responsable des unités de l'Armée situées dans les quatre provinces maritimes à l'exception du Centre d'instruction au combat sur la BFC Gagetown qui relève directement du Centre de doctrine et d’instruction de l’Armée canadienne. Les quartiers généraux du secteur sont situés sur la BFC Halifax en Nouvelle-Écosse. En tout, 4 unités de la Force régulière et 23 unités de la Première réserve sont sous la responsabilité du secteur de l'Atlantique pour un effectif total d'environ 7 000 employés, comprenant 2 400 réguliers, 3 100 réservistes, 700 rangers et 700 civils.
| Unité                                   | Type                    | Base         |
| --------------------------------------- | ----------------------- | ------------ |
| 2e Bataillon du Royal Canadian Regiment | Infanterie mécanisée    | BFC Gagetown |
| 4e Régiment de défense antiaérienne     | Artillerie antiaérienne | BFC Gagetown |
| 4e Régiment d'appui du génie            | Génie militaire         | BFC Gagetown |

### Centre de doctrine et d’instruction de l’Armée canadienne
Le Centre de doctrine et d’instruction de l’Armée canadienne a pour rôle de diriger l'entraînement et l'éducation des militaires de l'Armée. Il comprend plus de 2 500 militaires. Ses unités sont réparties sur trois bases : Kingston en Ontario, Gagetown au Nouveau-Brunswick et Wainwright en Alberta. Son quartier général est situé à Kingston. Le commandant du SDIFT est le major-général D.A. Fraser. Le SDIFT comprend le Centre d'instruction au combat situé sur la BFC Gagetown qui agit au même niveau que les groupes-brigades. Celui-ci comprend les écoles des quatre armes de combat de la Force terrestre. Le SDIFT comprend également le Centre d'entraînement aux manœuvres situé sur la BFC Wainwright.

## Équipement

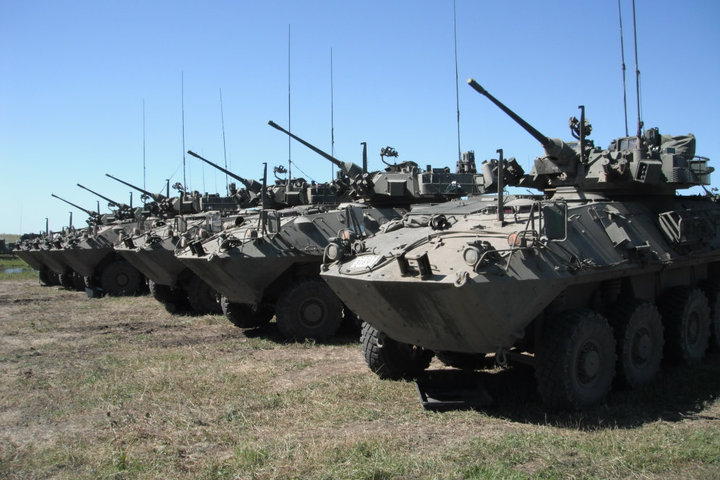
Coyotes du 12e Régiment blindé du Canada

L'Armée canadienne en 2011 possède environ 1 700 véhicules blindés et 9 400 véhicules utilitaires. Les véhicules blindés incluent environ 650 VBL III (véhicules blindés légers), 110 chars Leopard 2, 200 véhicules de reconnaissance Coyote et environ 100 VBL6,. Elle possède également environ 220 canons d'artillerie incluant environ 30 LG1 Mark II (obusier remorqués de 105 mm), 80 M109 (canons automoteurs de 155 mm), environ 30 M777 (obusier de 155 mm) et 100 C3 (obusiers remorqués de 105 mm),. De plus, elle a environ 90 canons et systèmes de défense antiaérienne.

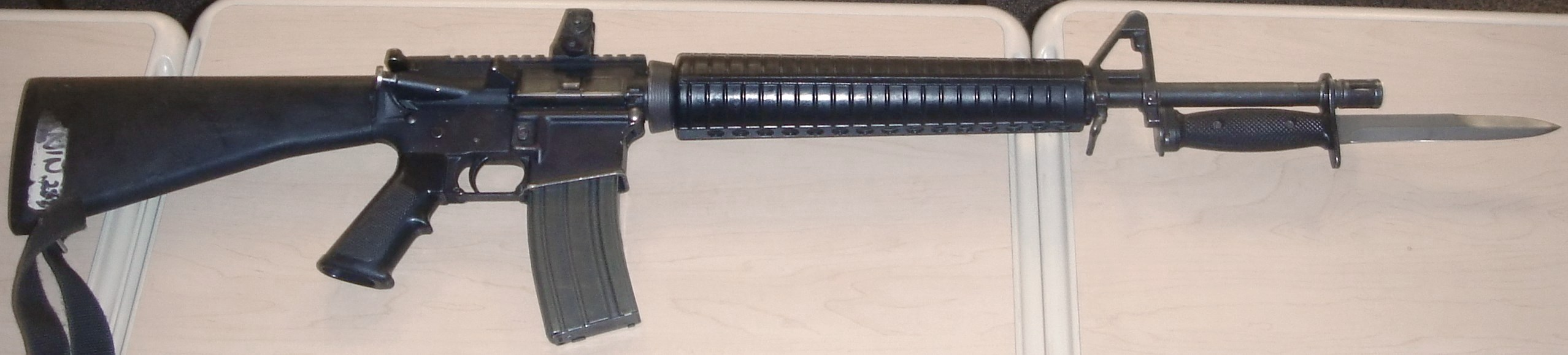
Fusil d'assaut C7A1 muni d'une baïonnette

Le principal fusil d'assaut utilisé par l'infanterie est le C7, un M16 modifié. La variante C7A2 qui est présentement utilisée est la version noire et verte du C7A1 et reprend la crosse rétractable de la carabine C8. Les armes de base d'une section d'infanterie incluent également la grenade à main, le lance-grenades M203, la mitrailleuse légère C9, la mitrailleuse lourde C6 et le lance grenade automatique C16. Les Rangers canadiens utilisent la carabine C19 ( Tikka T3 CTR de SAKO) particulièrement bien adaptées au climat arctique ,pour se protéger et pour la chasse.

## Histoire

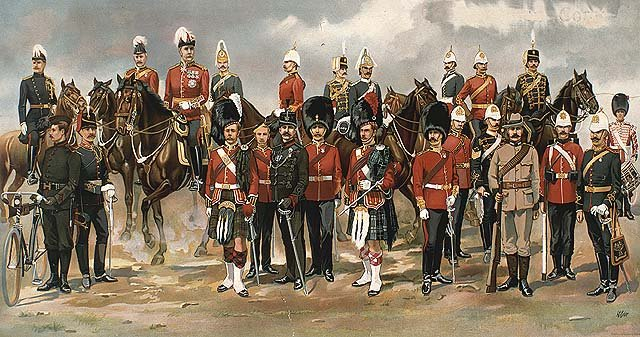
Uniformes de la Milice en 1898

Avant la création de la Confédération canadienne en 1867, les unités militaires faisaient partie de l'armée française puis de l'armée britannique. En effet, le Royaume-Uni était responsable de la défense du Canada de 1763 à 1867. La Milice canadienne a été créée en 1855, mais elle n'avait qu'un rôle limité jusqu'au départ des troupes britanniques en 1867. Les premières opérations de la Milice furent de défendre le Canada contre les raids féniens puis lors de la rébellion du Nord-Ouest à la fin du XIXe siècle. Le premier déploiement outremer des Canadiens a été pour la seconde guerre des Boers en Afrique du Sud en support à l'armée britannique. Par la suite, l'Armée canadienne a participé aux deux guerres mondiales en Europe. Le 1er février 1968, elle devint le Commandement mobile lorsqu'elle a été unifiée avec la Marine royale canadienne et l'Aviation royale canadienne sous une même structure. Plus tard, ce dernier devint le Commandement des forces mobiles lorsque les éléments d'aviation tactique ont été transférés au Commandement de la Force aérienne récemment créé. Il fut renommé Commandement de la Force terrestre en 1997 et ré-adopta le nom d'Armée canadienne en 2010.

## Symboles et traditions

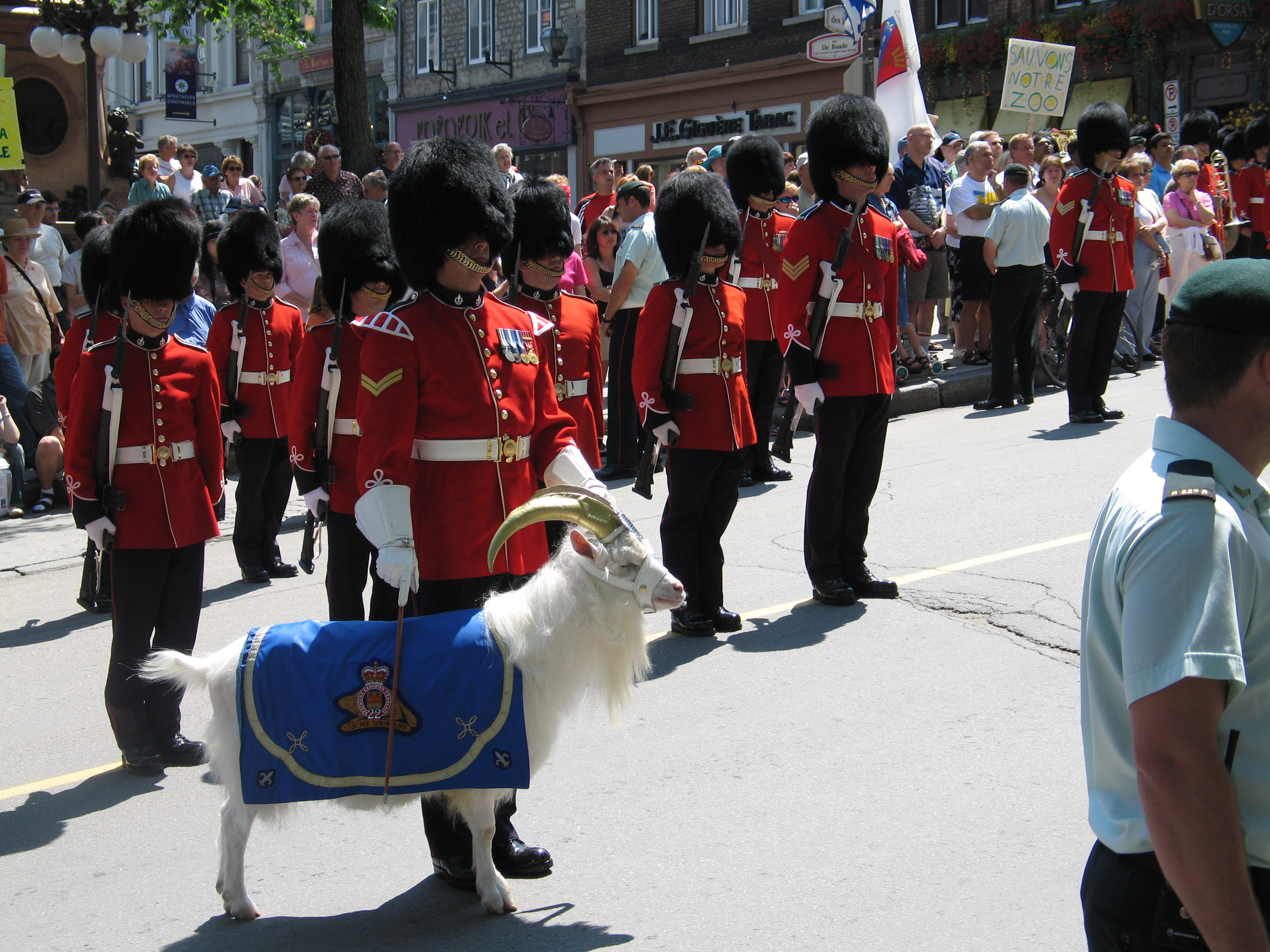
Uniformes écarlates et bouc, mascotte régimentaire, du Royal 22e Régiment, deux traditions empruntées au Royal Welch Fusiliers du Royaume-Uni auquel le régiment est affilié

Le symbole de l'Armée canadienne qui est utilisé sur l'emblème et sur le drapeau est une feuille d'érable rouge sur deux épées croisées. Selon l'Autorité héraldique du Canada, le blasonnement du symbole est « Deux épées au naturel garnies d’or passées en sautoir à une feuille d’érable de gueules, veinée d’or ».
L'actuel drapeau de l’Armée canadienne présenté le 14 janvier 2016 s’inspire du drapeau canadien et arbore une feuille d’érable blanche stylisée sur un fond rouge en plus du drapeau national au coin supérieur du côté du mât ou au « canton dextre » en termes héraldiques. L’insigne utilisé par les membres de l’Armée canadienne durant la Seconde Guerre mondiale et la guerre de Corée, soit trois feuilles d’érable par-dessus deux épées croisées, est superposé à la feuille d’érable blanche. Au-dessus de la feuille centrale se trouve une image de la couronne de Saint-Édouard, symbole employé lors des cérémonies de couronnement depuis plus de 300 ans. Il s'agit du cinquième drapeau depuis 1944.
Le drapeau entre 1998 et 2016 de l'Armée canadienne est blanc et porte ce symbole en son centre en plus du drapeau national au coin supérieur du côté du mât. L'Armée canadienne a d'abord utilisé l'Union Jack, le drapeau du Royaume-Uni. C'est d'ailleurs le drapeau qu'elle portait lors de la Première Guerre mondiale.
Les traditions des régiments de la Force terrestre tirent leurs racines de l'histoire du Canada, mais aussi de celle de l'armée britannique. En effet, plusieurs régiments ont été formés selon le modèle britannique et un système d'affiliation a été mis en place afin de mettre en avant l'histoire militaire partagée entre les deux nations. Par exemple, des traditions comme celle des honneurs de bataille et des couleurs ont été conservées par plusieurs régiments canadiens. De plus, le colonel en chef des régiments est la plupart du temps issu de la famille royale.